# Xa–Cassau
Xa–Cassau, também grafada como Xá Cassau, é uma cidade e comuna angolana que se localiza na província de Lunda Norte, pertencente ao município de Lucapa.